# Butlletí Anual d'Indicadors Climàtics
El Butlletí Anual d'Indicadors Climàtics (BAIC) és un informe anual elaborat pel Servei Meteorològic de Catalunya (SMC) que té com a objectiu proporcionar, de manera regular i sistemàtica, una imatge del comportament del clima del país en el context de la variabilitat i el canvi climàtic. El BAIC assumeix el compromís de facilitar informació de qualitat i fàcilment interpretable sobre l'evolució del clima recent a Catalunya, incloent tant els valors mitjans com els valors extrems, i establir una perspectiva històrica de la tendència de les dues variables principals, temperatura de l'aire i precipitació, i també d'un conjunt de variables relacionades amb el mar.
En aquest sentit, l'informe s'estructura en cinc grans blocs: font de dades i metodologia, temperatura de l'aire, precipitació, variables marines i índexs climàtics. També s'hi inclou un darrer apartat dedicat a conclusions, agraïments i annexes.